# Liste der denkmalgeschützten Objekte in Velká Úpa
Grundlage dieser Liste der denkmalgeschützten Objekte in Velká Úpa ist die ÚSKP-Liste (Ústřední seznam kulturních památek České republiky, deutsch Zentrale Liste der Kulturdenkmäler der Tschechischen Republik), die von der tschechischen Denkmalschutzbehörde NPÚ (Národní památkový ústav, deutsch Nationale Denkmalbehörde) seit 1987 geführt wird und an die seit dem Jahr 1850 geschaffenen Listen anschließt.
Die Liste umfasst die Kulturdenkmale des Ortsteils Velká Úpa der Gemeinde Pec pod Sněžkou im Okres Trutnov. 

## Velká Úpa (Groß Aupa)
| Lage                                                    | Objekt                              | Beschreibung                                                                 | ÚSKP-Nr.                  | Bild                                |
| ------------------------------------------------------- | ----------------------------------- | ---------------------------------------------------------------------------- | ------------------------- | ----------------------------------- |
| Velká Úpa (Standort)                                    | Dreifaltigkeitskirche               | Dreifaltigkeitskirche                                                        | 50567/6-6155 Info Katalog | weitere Bilder                      |
| Velká Úpa, bei der Kirche (Standort)                    | Statue des hl. Johannes von Nepomuk | Statue des hl. Johannes von Nepomuk                                          | 11372/6-5944 Info Katalog | Statue des hl. Johannes von Nepomuk |
| Velká Úpa 18 (Standort)                                 | Bauernhaus Nr. 18                   | Bauerngehöft                                                                 | 105070 Info Katalog       | BW                                  |
| Velká Úpa 20 (Standort)                                 | Bauernhaus Nr. 20                   | Bauerngehöft                                                                 | 105112 Info Katalog       | BW                                  |
| Velká Úpa 21, Červený vrch (Standort)                   | Bauernhaus Nr. 21                   | Bauerngehöft                                                                 | 15340/6-5031 Info Katalog | BW                                  |
| Velká Úpa 22, Červený vrch (Standort)                   | Bauernhaus Nr. 22                   | Bauerngehöft                                                                 | 50182/6-6154 Info Katalog | BW                                  |
| Velká Úpa 23, Červený vrch (Standort)                   | Bauernhaus Nr. 23                   | Bauerngehöft                                                                 | 19882/6-5032 Info Katalog | BW                                  |
| Velká Úpa 204 (Standort)                                | Bauernhaus Nr. 204                  | Bauerngehöft                                                                 | 50162/6-6153 Info Katalog | weitere Bilder                      |
| Velká Úpa 214 (Standort)                                | Bauernhaus Nr. 214                  | Bauerngehöft                                                                 | 21375/6-5033 Info Katalog | weitere Bilder                      |
| Velká Úpa 258 (Standort)                                | Bauernhaus Nr. 258                  | Bauerngehöft                                                                 | 35659/6-5034 Info Katalog | BW                                  |
| Velká Úpa 259 (Standort)                                | Bauernhaus Nr. 259                  | Bauerngehöft                                                                 | 36214/6-5035 Info Katalog | BW                                  |
| Velká Úpa 262 (Standort)                                | Bauernhaus Nr. 262                  | Bauerngehöft                                                                 | 41068/6-5036 Info Katalog | weitere Bilder                      |
| Velká Úpa 280 (Standort)                                | Bauernhaus Nr. 280                  | Bauerngehöft                                                                 | 103432 Info Katalog       | BW                                  |
| Velká Úpa 282 (Standort)                                | Bauernhaus Nr. 282                  | Bergbauernhaus                                                               | 106851 Info Katalog       | BW                                  |
| Velká Úpa 285 (Standort)                                | Bauernhaus Nr. 285                  | Bergbauernhaus mit Wirtschaftsteil in den höchsten Teilen des Riesengebirges | 106993 Info Katalog       | BW                                  |
| Velká Úpa 308 (Standort)                                | Bauernhaus Nr. 308                  | Bauerngehöft                                                                 | 85347/6-6091 Info Katalog | BW                                  |
| Velká Úpa, mezi Letenskou boudou a Hlušinami (Standort) | Bildstock (Wegkreuz)                | Bildstock (Wegkreuz), am Weg an der Aupa unterhalb von Hlušiny               | 11163/6-5914 Info Katalog | weitere Bilder                      |